# Larissa Kalaus
Larissa Kalaus (født 24. juni 1996) er en kvindelig kroatisk håndboldspiller, som spiller for RK Lokomotiva Zagreb og Kroatiens kvindehåndboldlandshold.
Hun deltog ved EM 2018 i Frankrig og EM 2020 i Danmark.